# فرودگاه کوکورا
فرودگاه کوکورا  (به انگلیسی: Kokura Airport) یک فرودگاه همگانی است که یک باند فرود آسفالت دارد. این فرودگاه در شهر کیتاکیوشو، فوکوئوکا کشور ژاپن قرار دارد و در ارتفاع ۳ متری از سطح دریا واقع شده است.